# جاي سويت
جاي سويت (بالإنجليزية: Jay Sweet) ولد بتاريخ 11 أغسطس 1975 في أديليد، هو دراج أسترالي سابق في صنف سباق الدراجات على الطريق. شارك وحقق ميدالية في دورة ألعاب الكومنولث.

## الميداليات
| الميدالية | المسابقة                  |
| --------- | ------------------------- |
| ذهبية     | دورة ألعاب الكومنولث 1998 |

## روابط خارجية
- جاي سويت على موقع أرشيف الدراجات (الإنجليزية)
- جاي سويت على موقع إحصائيات الدراجات الإحترافية (الإنجليزية)
- جاي سويت على موقع نسبة الدراجات (الإنجليزية)
- جاي سويت على موقع اتحاد ألعاب الكومنولث (مؤرشف) (الإنجليزية)